# ZAKSA Kędzierzyn-Koźle
Maillots
Le ZAKSA Kędzierzyn-Koźle est un club de volley-ball polonais fondé en 1947 et basé à Kędzierzyn-Koźle (Voïvodie d'Opole) et évoluant au plus haut niveau national (Liga Polska).

## Historique
- 1994 : le club prend le nom de Mostostal avec l'arrivée d'un nouveau sponsor.

## Palmarès
| Compétitions nationales | Compétitions internationales |
| - Championnat de Pologne : - Champion : 1998, 2000, 2001, 2002, 2003, 2016, 2017, 2019. - Vice-champion : 1997, 1999, 2011, 2013, 2018, 2021. - Coupe de Pologne - Vainqueur : 2000, 2001, 2002, 2013, 2014, 2017, 2019, 2021. - Finaliste : 1997, 2011, 2016. - Supercoupe de Pologne : - Vainqueur : 2019, 2020, 2023 - Finaliste : 2013, 2014, 2017. | - Ligue des champions : - Vainqueur : 2021, 2022, 2023. - Finaliste : 2000, 2003, 2013. - Coupe de la CEV : - Finaliste : 2011. |

## Identité du club

### Changements de nom
- 1947-1993 : Chemik Kędzierzyn-Koźle
  - 1947 : Klub Sportowy Bierawianka
  - 1951 : KS Unia Kędzierzyn
  - 1952 : Kolejarz Kędzierzyn (le KS Unia a transféré la section de volley-ball au club du Kolejarz Stróże)
  - 1956 : KS Unia Kędzierzyn (retour de la section volleyball au KS Unia)
  - 1968 : Międzyzakładowy Klub Sportowy Chemik Kędzierzyn (fusion avec KS Unia Blachownia)
  - 1976 : MZKS Chemik Kędzierzyn-Koźle' (fusion des municipalités de Kędzierzyn et Koźle)
  - 1991 : KS Chemik Kędzierzyn-Koźle
  - 1993 : KS Kędzierzyn

- Le club disparaît entre juin 1993 et juin 1994.

- 1994- : ZAKSA Kędzierzyn-Koźle
  - 1994 : KS Mostostal Zabrze w Kędzierzynie-Koźlu (créé sur la base des joueurs de la section volley-ball du Chemik Kędzierzyn-Koźle)
  - 1995 : KS Mostostal ZA Kędzierzyn-Koźle
  - 1998 : Mostostal Azoty Kędzierzyn-Koźle
  - 2005 : Mostostal-Azoty SSA Kędzierzyn-Koźle
  - 2007 : ZAKSA Kędzierzyn-Koźle
  - 2019 : Grupa Azoty ZAKSA Kędzierzyn-Koźle

### Historique des logos

Ancien logo
Logo actuel

## Joueurs et personnalités du club

### Entraîneurs
Le tableau suivant présente la liste des entraîneurs du club depuis 1993.
| Rang | Nom                | Période   |
| ---- | ------------------ | --------- |
| 1    | Leszek Milewski    | 1993-1997 |
| 2    | Jan Such           | 1997-1999 |
| 3    | Waldemar Wspaniały | 1999-2004 |
| 4    | Rastislav Chudík   | 2004-2005 |
| 5    | Wojciech Drzyzga   | 2005-2006 |
| 6    | Andrzej Kubacki    | 2006-2008 |

| Rang | Nom                  | Période   |
| ---- | -------------------- | --------- |
| 7    | Krzysztof Stelmach   | 2008-2012 |
| 8    | Daniel Castellani    | 2012-2013 |
| 9    | Sebastian Świderski  | 2013-2015 |
| 10   | Ferdinando De Giorgi | 2015-2017 |
| 11   | Andrea Gardini       | 2017-2019 |
| 12   | Nikola Grbić         | 2019-2021 |

| Rang | Nom              | Période         |
| ---- | ---------------- | --------------- |
| 13   | Gheorghe Crețu   | 2021-2022       |
| 14   | Tuomas Sammelvuo | 2022-janv. 2024 |
| 15   | Adam Swaczyna    | Janv.-juin 2024 |
| 16   | Andrea Giani     | 2024-           |

### Joueurs majeurs étrangers
- Marek Kardos  Slovaquie (passeur, 1,87 m)
- Jiři Popelka  République tchèque (réceptionneur-attaquant, 2,04 m)
- Petr Zapletal  République tchèque (passeur, 1,94 m)
- Guillaume Samica  France (réceptionneur-attaquant - 2, 00 m)
- Antonin Rouzier  France (attaquant, 2,01m)
- Luiz Felipe Fonteles  Brésil (R/A, 1,98 m)
- Jakub Novotný  République tchèque (attaquant, 1,96m)
- Michal Masný  Slovaquie (passeur, 1,82m)
- Dan Lewis  Canada (libéro, 1,86m)
- Tine Urnaut  Slovénie (R/A, 2,01m)
- Idner Faustino Lima Martins  Brésil (R/A, 2,01m)
- Tuomas Sammelvuo  Finlande (R/A, 1,93m)
- Árpád Baróti  Hongrie (attaquant - 2,06 m)